# ویلیام لنگلند

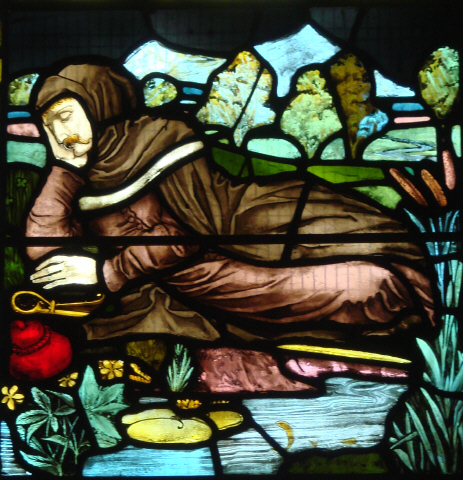
تصویری از ویلیام لنگلند که بر روی شیشهٔ کریستال کلیسای سن ماری مقدس در شهر کلیوبری مورتیمور شهرستان شروپشر انگلستان کشیده شده است.

ویلیام لنگلند (به انگلیسی: William Langland) (حدوداً ۱۳۸۶-۱۳۳۲ میلادی) نویسندهٔ احتمالی اثر پی‌یرز شخم‌زن در سده ۱۴ میلادی است. انتساب پی‌یرز شخم‌زن به لنگلند تماماً بر اساس مدرکی است که در یک کتاب خطی در کالج ترینیتی شهر دوبلین پیدا شده است. در این سند به طور مستقیم آمده که «Perys Ploughman» توسط «Willielmi de Langlond» پسر «Stacy de Rokayle که در شیپتون تحت ویچوود فوت کرده و مستأجر لرد اسپنسر در شهرستان آکسفوردشر بوده است» نوشته شده. در دیگر نسخه‌ها نام نویسنده به صورت «Robert or William langland» یا «.Wilhelmus W» (که احتمالاً مخفف «William of Wychwood» است) آمده. این نمونه را می‌توان به عنوان ارجاع رمزی به نام شاعر فرض کرد، همان‌طور که در ادبیات قرون وسطی مرسوم بوده است. هر چند انتساب این اثر به لنگلند ضعیف است اما از دههٔ ۱۹۲۰ تا کنون بسیاری از مفسران این انتساب را قبول کرده‌اند.